# Tefnut
Tefnut (còn viết là Tefenet, Tefnet) là nữ thần của độ ẩm, sương mai và những cơn mưa trong tôn giáo Ai Cập cổ đại. Bà là một vị thần trong Bộ 9 vĩ đại của Heliopolis.

## Gia đình
Bà là con của Atum và nữ thần Iusaaset, với người anh/em trai Shu, đồng thời là chồng của bà. Có thuyết cho rằng, Atum đã tự tạo ra 2 người con của mình bằng cách khạc nhổ .
Bà là mẹ của thần mặt đất Geb và nữ thần bầu trời Nut. Nut và Geb lại kết hôn, sinh ra Osiris, Isis, Seth và Nephthys. Chắt của bà là Horus và Anubis.

## Biểu tượng
Tefnut thường xuất hiện trong các bức vẽ là một phụ nữ với cái đầu sư tử hay một con sư tử cái, đội trên đầu chiếc đĩa mặt trời với con rắn Uraeus. Bà được gọi với danh hiệu "Con mắt của thần Ra" như các nữ thần khác, bảo vệ thần mặt trời, đôi khi cũng được gọi là "Nữ thần của ngọn lửa" hay "Con rắn trên đầu các vị thần".
Tại Memphis, bà có tên gọi là "Cái lưỡi của Ptah" vì bà đã giúp ông tạo nên thế giới. Tại thành phố Denderah (Iunet), có một nơi được gọi là "Nhà của Tefnut" và bà được thờ cúng dưới dạng sư tử cùng với chồng tại Leontopolis.

## Thần thoại
Theo truyền thuyết, Shu và Tefnut đã ra đi để khám phá vùng biển Nun. Ra (hoặc Atum) rất nhớ họ, cho rằng cả hai đã bị lạc nên ông đã gửi thần Mắt đi tìm họ. Khi cả hai quay về, hạnh phúc vì đoàn tụ, Ra khóc rất nhiều và những giọt nước mắt đó tạo ra những con người đầu tiên.
Một thần thoại khác, Tefnut vì bất hòa với cha mình nên bà đã rời bỏ Ai Cập, mang theo nguồn nước và độ ẩm tới Nubia, đất đai trở nên khô cằn. Bà sống tại Nubia với hình hài một con sư tử cái, giết những động vật và người dân xung quanh để uống máu họ. Ra hối hận đã sai Shu và Thoth đi tìm bà. Shu và Thoth biến thành khỉ đầu chó và bắt đầu tìm kiếm.
Khi gặp 2 người, Tefnut từ chối quay về vì bà cho rằng mình đang sống rất hạnh phúc tại đây. Thoth cố gắng thuyết phục bà, hứa sẽ tổ chức một buổi lễ thật linh đình nếu bà đồng ý. Cuối cùng bà cũng chấp nhận quay về. Cả ba theo đường nước sông Nile trở về, khắp các thành phố và mang nước cho họ. Sau đó, bà và Shu kết hôn với nhau.

Trong một phiên bản thần thoại khác, thần thợ săn Anhur, có vợ là nữ thần sư tử Menhit, cũng bỏ đi tới Nubia và được chồng đón về.

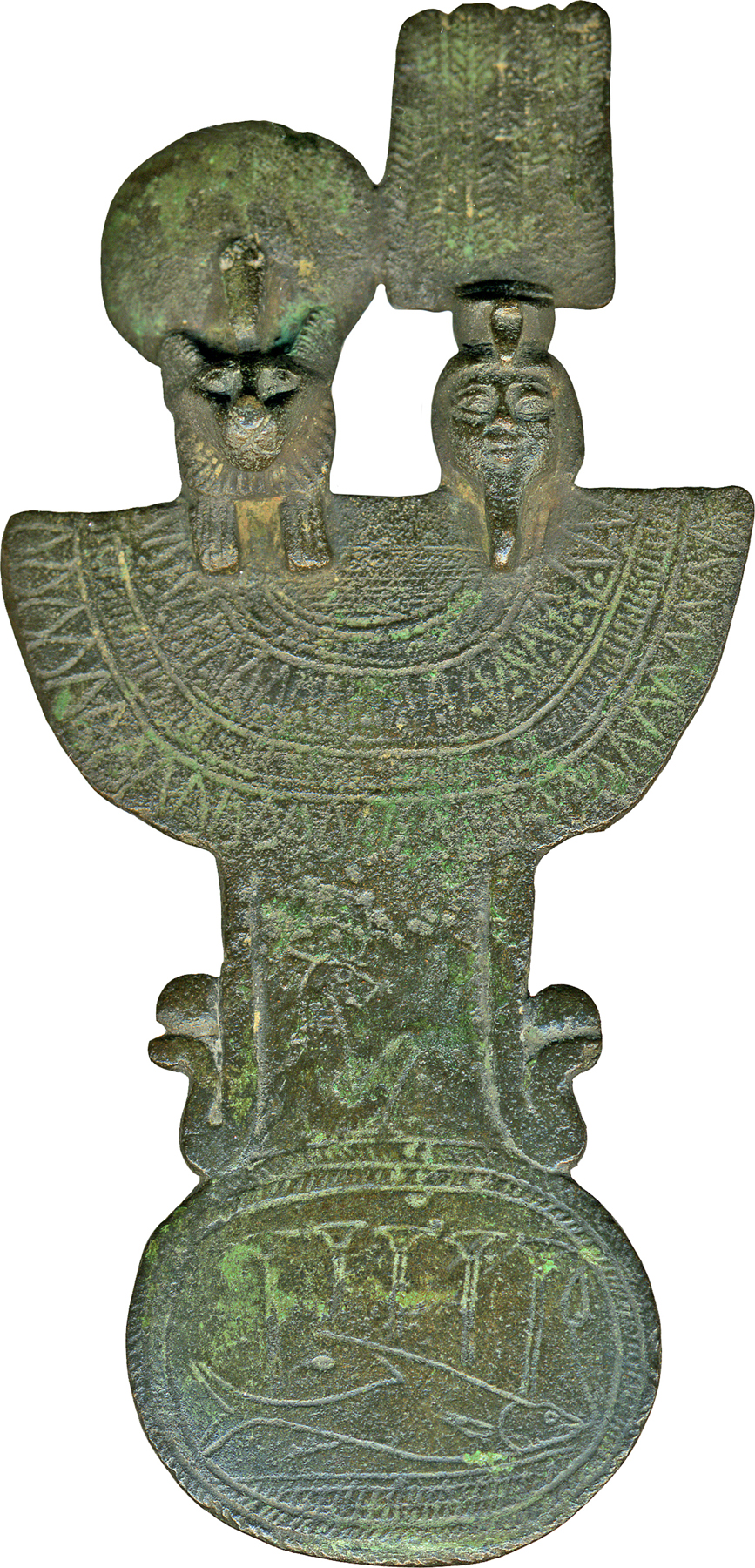
Nữ thần Tefnut và chồng bà - thần Shu